# Aleuroclava cordii
Aleuroclava cordii es un hemíptero de la familia Aleyrodidae, con una subfamilia: Aleyrodinae. Fue descrita científicamente en 1982 por Qureshi.